# Erik de Beck
Erik de Beck (Merelbeke, 6 giugno 1951) è un ex mezzofondista belga.

## Biografia
Sua moglie Joske Van Santberghe è stata a sua volta una mezzofondista, che ha vinto una medaglia di bronzo a squadre ai Mondiali di corsa campestre con la nazionale belga.

## Palmarès
| Anno | Manifestazione    | Sede       | Evento         | Risultato | Prestazione | Note |
| ---- | ----------------- | ---------- | -------------- | --------- | ----------- | ---- |
| 1973 | Mondiali di cross | Waregem    | Corsa seniores | 18º       |             |      |
| 1973 | Mondiali di cross | Waregem    | A squadre      | Oro       | 123 p.      |      |
| 1974 | Mondiali di cross | Monza      | Corsa seniores | Oro       | 35'23"      |      |
| 1974 | Mondiali di cross | Monza      | A squadre      | Oro       | 123 p.      |      |
| 1976 | Mondiali di cross | Chepstow   | Corsa seniores | 46º       | 36'29"      |      |
| 1976 | Mondiali di cross | Chepstow   | A squadre      | Argento   | 118 p.      |      |
| 1977 | Mondiali di cross | Düsseldorf | Corsa seniores | 18º       | 38'29"      |      |
| 1977 | Mondiali di cross | Düsseldorf | A squadre      | 5º        | 91 p.       |      |
| 1978 | Mondiali di cross | Glasgow    | Corsa seniores | 26º       | 40'43"      |      |
| 1978 | Mondiali di cross | Glasgow    | A squadre      | 5º        | 173 p.      |      |
| 1979 | Mondiali di cross | Limerick   | Corsa seniores | 26º       | 38'33"      |      |
| 1979 | Mondiali di cross | Limerick   | A squadre      | 5º        | 231 p.      |      |
| 1981 | Mondiali di cross | Madrid     | Corsa seniores | 64º       | 36'20"      |      |
| 1981 | Mondiali di cross | Madrid     | A squadre      | 8º        | 377 p.      |      |
| 1982 | Mondiali di cross | Roma       | Corsa seniores | 17º       | 34'37"      |      |
| 1982 | Mondiali di cross | Roma       | A squadre      |           |             |      |
| 1987 | Mondiali di cross | Varsavia   | Corsa seniores | 73º       | 38'17"      |      |
| 1987 | Mondiali di cross | Varsavia   | A squadre      | 8º        | 378 p.      |      |

## Campionati nazionali
1970
- Oro ai campionati belgi juniores di corsa campestre

1974
- Oro ai campionati belgi di corsa campestre - 37'01"

1976
- Oro ai campionati belgi di corsa campestre - 32'45"

1983
- Oro ai campionati belgi, 10000 m piani - 29'42"56